# Renegade (альбом Thin Lizzy)
Renegade (с англ. Изменник) — одиннадцатый студийный альбом ирландской рок-группы Thin Lizzy, выпущенный в 1981 году. Предпоследний альбом Thin Lizzy до её распада в 1983 году, Renegade, показал, что группа пытается найти своё место среди быстро меняющихся тенденций эпохи. Это первый альбом, в записи которого принял участие клавишник Даррен Уортон. Он внёс вклад в написание открывающей композиции «Angel Of Death».

## Об альбоме
В альбоме Renegade к Филу Лайнотту, постоянному барабанщику Брайану Дауни и гитаристу Скотту Горэму присоединились гитарист Сноуи Уайт (вернувшийся для своего второго альбома после Chinatown 1980 года) и сессионный клавишник, ставший официальным участником группы (и иногда соавтором песен) в лице Даррена Уортона. По мнению обозревателя онлайн-издания Ultimate Classic Rock, это привело к созданию альбома, наполненного некоторыми из самых эклектичных песен, часто разделяющих поклонников Thin Lizzy. Тем не менее, музыканты сохранили свои навыки написания композиций, а лучшие моменты Renegade, заводная «Hollywood (Down On Your Luck)», латиноамериканская «Mexican Girl» и меланхоличный заглавный трек пластинки способны сравниться с лучшими работами Thin Lizzy.
В альбоме есть классические песни Lizzy, такие как металлический вступительный трек о Нострадамусе под названием «Angel of Death» (предваряемый очень характерным для 1980-х годов вступлением Уортона на синтезаторе) и заглавная песня, которую музыкальный критик Мартин Попофф считает величайшей песней Thin Lizzy всех времен. Название этой песни Фил Лайнотт позаимствовал у байкера с надписью «Renegade» на кожаной куртке, но это была глубоко личная песня. Как позже сказал гитарист Скотт Горэм: «Renegade — это абсолютно то, как Фил видел себя», потому что среди бравады была и печаль, как пел Лайнотт: «Интересно, почему он плачет внутри». Остальные песни, по мнению Ultimate Classic Rock, представляли собой несколько гармонически наполненных хард-роковых композиций, созданных по устоявшемуся шаблону группы, включая «The Pressure Will Blow», «Leave This Town» и «No One Told Him.
Фил Лайнотт написал тяжелый номер «The Pressure Will Blow» как песню о любви, хотя он утверждал, что это о парне, который застает свою девушку за изменой, а затем умоляет её убираться к черту, прежде чем он прибегнет к насилию. Мартин Попофф отмечает большой контраст между угрожающим характером песни в целом и встроенным высоким брейком, где Скотт Горэм и Сноуи Уайт играют двойное соло, которое звучит нетипично для группы.
Вторую сторону пластинки открывает песня «Hollywood (Down On Your Luck)». В тексте песни изображена суровая картина жизни в Голливуде, противопоставляющая его гламурный образ суровой реальности, с которой сталкиваются те, кто стремится к успеху, в то время как припев говорит о непостоянстве удачи. Этот трек подчёркивает неустанную работу и эмоциональные издержки погони за мечтами, которые часто кажутся недостижимыми. Завершает альбом песня «It's Getting Dangerous», в которой Лайнотт размышляет о своей судьбе, когда добро и зло ведут Третью мировую войну. В этом треке Лайнотт поёт о способности внезапной власти развращать самых искренних людей и самые благородные идеи — возможно, это аллегория для музыкального бизнеса.
Renegade был вторым и последним альбомом для гитариста Сноуи Уайта. Он стал соавтором заглавного трека, одной из лучших песен Lizzy позднего периода, а также игривой фанковой мелодии под названием «Fats» (посвящённой американскому джазовому трубачу Фэтсу Наварро), которая продемонстрировала его универсальность как автора и исполнителя. По собственным словам, Уайту больше подходило играть блюз, чем хард-рок, и он уволился по обоюдному согласию через год. «В музыкальном плане мы сделали несколько замечательных вещей, но наши образы мышления не совпадали», — объяснил Уайт журналу Guitar World в 2023 году. Гитарист рассказал, что Фил Лайнотт вёл себя непрофессионально и не хотел работать в студии, поэтому у него не осталось хороших воспоминаний об этом альбоме. «В целом, я думаю, что группа каким-то образом потеряла направление. Полагаю, один или два человека подумали, что это моя вина, но я не очень с этим согласен. Но я не думаю, что я особенно подходил для этой группы. Я действительно не вписывался во многих отношениях», — заявил Уайт в интервью журналу Goldmine. 

## Релиз и переиздание
Renegade не удалось продать много копий, и он занял самую низкую позицию в чартах с 1975 года, когда группа ещё не была известна, а песня «Hollywood (Down On Your Luck)», также выпущенная как сингл в марте 1982 года, так и не попала в британский Top 50.  Как считает онлайн-изданиe Written in Music, альбом не имел успеха в то время, потому что Thin Lizzy были просто сметены новым поколением хэви-метал групп из Соединенного Королевства, таких как Iron Maiden, Saxon, Def Leppard, Motörhead, Diamond Head и многими другими. 
В 2013 году компания  Universal Music Canada выпустила переиздание классических альбомов Thin Lizzy. Renegade был переиздан с пятью бонус-треками би-сайдов и редкими расширенными миксами. Трек «Memory Pain» — типичная меланхоличная песня Лайнотта, которая по странному совпадению не попала в оригинальный альбом. По мнению онлайн-издания Written in Music, простая рок-н-ролльная мелодия «Trouble Boys» справедливо не вошла в основной сет, но она все равно является обогащением переиздания. Различные версии «Hollywood» звучат великолепно, как и укороченная версия заглавного трека.

## Рецензии
Грег Прато из AllMusic назвал «Renegade наихудшим альбомом Thin Lizzy с «явными поп-наклонностями, слишком похожими на британские метал-группы ранних 80-х», обвиняя несовместимость Сноуи Уайта с самой группой, «плоским» вокалом Лайнотта и проблемами с наркотиками. Прато назвал «The Pressure Will Blow», «Leave This Town» и «Hollywood (Down on Your Luck)» лучшими песнями в альбоме.
С ним согласен журнал Classic Rock, который считает, что Renegade — это плохо продуманный альбом, рискованная коллекция мелодий депрессивного рока, тяжёлого на прог-роковых клавишных Даррена Уортона, и удивительно апокалиптический взгляд на мир от обычно оптимистичного Лайнотта. «Альбом в основном помнят по [очень] второстепенному хиту „Hollywood (Down On Your Luck)“. Renegade — это звук уставших, израненных в боях Lizzy на грани краха. Тем не менее, он сохраняет отчаянное, грязное очарование», — пишет обозреватель журнала.
По мнению электронного издания Ultimate Classic Rock, альбом Renegade — самая недооценённая пластинка Thin Lizzy: «Диск вышел в особенно трудное время для группы, когда Лайнотт и компания боролись за сохранение поддержки как стареющих поклонников, так и своего собственного лейбла, одновременно справляясь с безудержной наркоманией, которая разрывала их изнутри».
Только обозреватель журнала Hot Press похвалил альбом Renegade, назвав его лучшим альбомом Thin Lizzy со времён памятного сета Bad Reputation, в котором творческие таланты Фила Лайнотта вернулись к своему пику. Renegade, по мнению журналиста, особенно примечателен богатством стилей и чувств, которые он вмещает. Ни одна песня не копирует характер другой, заметно острое желание музыкантов довести хорошую идею до полного воплощения.

## Трек-лист
| №  | Название                 | Автор(ы)                   | Длительность |
| -- | ------------------------ | -------------------------- | ------------ |
| 1. | «Angel of Death»         | Фил Лайнотт, Даррен Уортон | 6:18         |
| 2. | «Renegade»               | Лайнотт, Сноуи Уайт        | 6:08         |
| 3. | «The Pressure Will Blow» | Скотт Горэм, Лайнотт       | 3:46         |
| 4. | «Leave This Town»        | Горэм, Лайнотт             | 3:49         |

| №  | Название                        | Автор(ы)       | Длительность |
| -- | ------------------------------- | -------------- | ------------ |
| 5. | «Hollywood (Down on Your Luck)» | Gorham, Lynott | 4:09         |
| 6. | «No One Told Him»               | Lynott         | 3:36         |
| 7. | «Fats»                          | Lynott, White  | 4:02         |
| 8. | «Mexican Blood»                 | Lynott         | 3:40         |
| 9. | «It's Getting Dangerous»        | Gorham, Lynott | 5:30         |

| №   | Название                                           | Автор(ы)       | Длительность |
| --- | -------------------------------------------------- | -------------- | ------------ |
| 10. | «Trouble Boys»                                     | Billy Bremner  | 3:32         |
| 11. | «Memory Pain»                                      | Percy Mayfield | 4:44         |
| 12. | «Hollywood (Down on Your Luck)» (extended version) | Gorham, Lynott | 6:16         |
| 13. | «Renegade» (edited version)                        | Lynott, White  | 5:25         |
| 14. | «Hollywood (Down on Your Luck)» (7" A promo)       | Gorham, Lynott | 3:18         |

## Состав

### Thin Lizzy
- Фил Лайнотт — бас-гитара, вокал
- Скотт Горэм — гитары, бэк-вокал
- Сноуи Уайт — гитары, бэк-вокал
- Даррен Уортон — клавишные, орган, бэк-вокал
- Брайан Дауни — ударные, перкуссия